# Настя Стен
Анастасия Степанова, более известная под именем Настя Стен, (род. 22 марта 1995 года, Москва, Россия) — российская топ-модель.
Начала свою модельную карьеру в 17 лет, подписав контракт с московским модельным агентством Avant Models. Первой её серьёзной работой стал показ весенне-летней коллекции Proenza Schouler, состоявшийся в рамках недели моды в Нью-Йорке сезона весна/лето 2014. В этом же сезоне Настя приняла участие в показах Acne Studios, Aquilano.Rimondi, Alexander McQueen, Bottega Veneta, Carven, Cédric Charlier, Céline, Jil Sander, John Galliano, Louis Vuitton, Miu Miu, Nina Ricci, Prada, Roberto Cavalli, Saint Laurent, Sonia Rykiel и Sportmax.
2014 год стал наиболее успешным. Она приняла участие в 63 показах в рамках недель моды сезона осень/зима 2014-15, 4 из которых она открывала и 2 — закрывала, став тем самым самой востребованной моделью сезона на подиумах Нью-Йорка, Лондона, Милана и Парижа. В этом же году Стен стала лицом рекламных кампаний сразу трёх знаковых брендов: Dolce & Gabbana, Prada и Saint Laurent.
В 2015 году впервые попала на обложку журнала Vogue (российское издание), для которого снялась вместе с топ-моделью Сашей Лусс. В декабре 2015, появилась на обложке турецкого издания журнала Vogue, для которого также снялась в паре с другой российской топ-моделью — Валерией Кауфман.
Участвовала в показах для домов моды Alberta Ferretti, Alexander McQueen, Calvin Klein, Céline, Chanel, Costume National, Diane von Furstenberg, Dolce & Gabbana, Donna Karan, Elie Saab, Emanuel Ungaro, Emilio Pucci, Fendi, Giambattista Valli, Giorgio Armani, Givenchy, Gucci, Lanvin, Louis Vuitton, Maison Margiela, Michael Kors, Missoni, Miu Miu, Nina Ricci, Prada, Roberto Cavalli, Yves Saint Laurent, Sonia Rykiel, Tommy Hilfiger, Valentino, Versace и многих других; съёмки для различного модного глянца: AnOther Magazine, CR Fashion Book, Dazed & Confused, GARAGE Magazine, Glass Magazine, Heroine Magazine, i-D, Interview, The Last Magazine, LOVE Magazine, Numéro, Numéro China, Russh, V Magazine, British Vogue, Vogue Brazil, Vogue Italia, Vogue Japan, Vogue Russia, Vogue Turkey; участие в рекламных кампаниях для брендов Berardi, Dolce & Gabbana, ICB, Iodice, Prada, Spotmax и Yves Saint Laurent.
На данный момент входит в список 50 самых востребованных моделей мира среди «восходящих звёзд» по версии сайта models.com.